# 港英餘孽

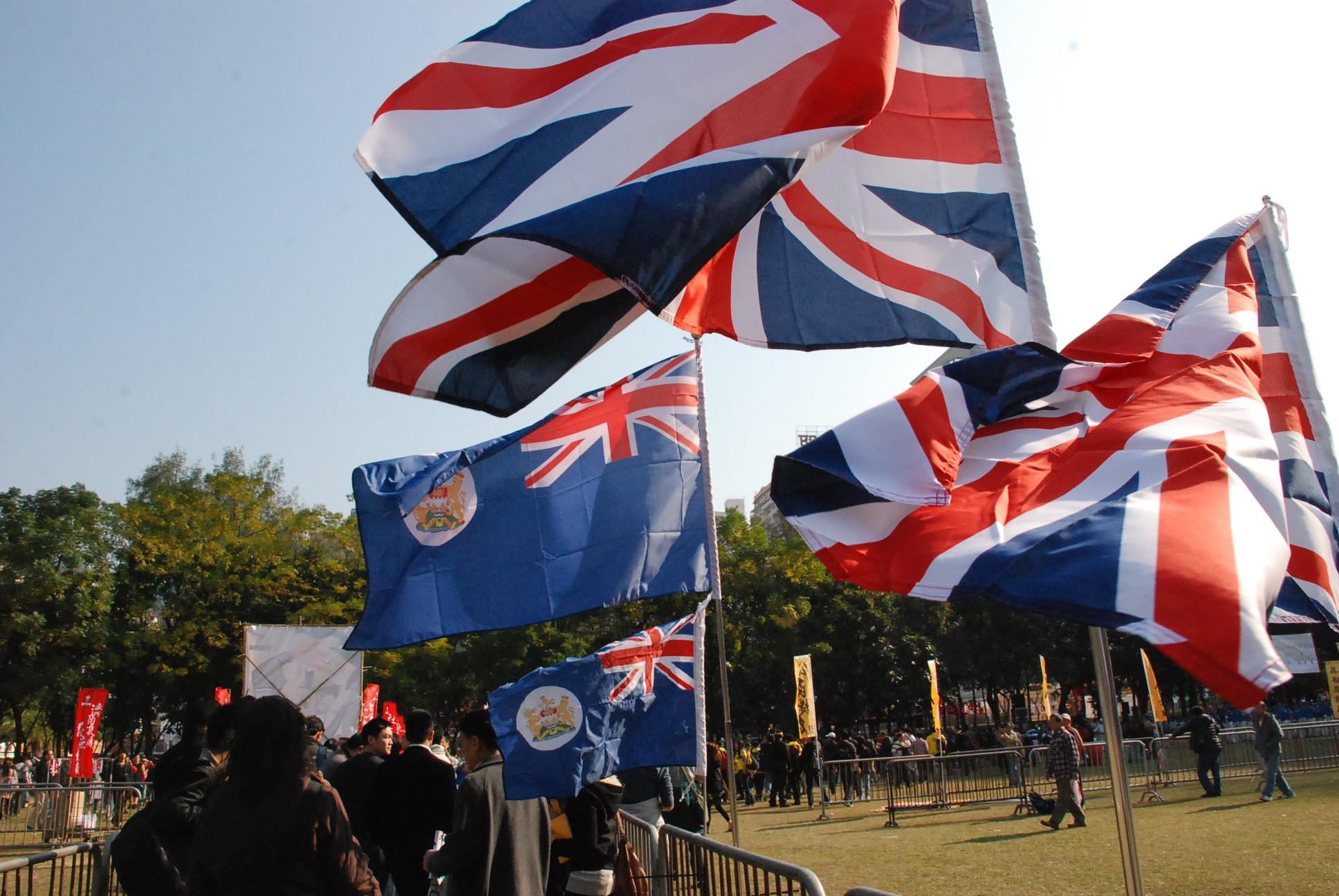
香港本土化運動中使用的代表英属香港时期的香港旗和英國國旗

港英餘孽，是香港親中共團體与一些中国内地媒體对1997年香港回歸後仍担任要职的部分原英屬香港政府官员的貶稱，指其為英国或西方势力在香港的代理人；在部分语境中，「港英餘孽」也被用于泛指在香港回归后仍眷戀或懷念英治時期的香港人。類似的用法還有「港英舊電池」等。

## 指称原港英政府高官
1998年12月3日，《明報》文章《東方讀者多電車客 湯家驊認為辱罵法官時他們會信以為真》中称《東方日報》讀者众多，其屡屡刊文指法官为“港英餘孽”，会导致公眾對司法機構的信心降低，危害執行司法的公義。2001年5月30日，《東方日報》评论文章《長江澄碧，珠海污濁，滬江攬勝，獅山傾頹》中将“港英餘孽”与“漢奸”并称，认为他们利用“一国两制”原则对中央政府干預香港问题製造管治障礙，将掣肘香港發展。

### 指称陈方安生
陳方安生於1962年加入英属香港政府，历任政務主任、助理財政司、助理新界政務司、首席助理社會事務司、副社會事務司、社會福利署副署長、社會福利署署長、經濟司、公務員事務司、布政司等职，特别是在1993年11月29日出任布政司后，被认为是当时香港公務員之首，其地位僅次於香港總督。香港回归後出任政務司司長，左派将原在港英政府任职的高層華人官員視為「港英餘孽」，陳方安生首當其衝。2019年环球网上发表的《爱告洋状的陈方安生，为何一点都不安生？》一文中则称陈方安生在担任首届特区政府政务司司长期间，因为企图将特首当成礼节性虚位领导，掣肘特首施政，反对兴建跨境大桥，放任圆明园三件流散生肖兽首在香港拍卖，阻扰推行国语教学计划，而被称为“港英余孽”。

### 指称曾蔭權
曾蔭權於1967年1月加入英属香港政府，历任二級行政主任、行政主任、副常務司、貿易署署長、庫務司、財政司等职。在2004年陳昊对2007年特首选举预测文章《查史美倫香港特首超強黑馬》中称时任政務司司長的曾蔭權作為港英殖民政府培養出來的政務官，需要擺脫「港英餘孽」色彩。2005年因原行政長官董建華辭職，曾蔭權補為新任特首時，任期被限定為第二届特首剩餘任期的两年。有分析认为是因为中央政府顾忌其「港英餘孽」出身而设的“试用期”。2007年3月1日行政長官候選人答問大會上，民主派特首候選人梁家傑公开指曾蔭權曾被指港英餘孽，起用曾蔭權体现了中国中央政府對港政策的理性。即使曾蔭權出任特首后，他被指为“港英餘孽”的事情也多被评论提及。曾荫权任特首時期，因多位港英时期公务员出任香港高官，甚至被謔称为“港英余孽治港”。

### 2013年争论
2013年4月23日，《明报》刊发前港区全国人大代表吴康民文章《不可轻视英国在香港的潜势力》。吴康民在文中称英国从1980年代中英谈判香港前途时开始培养代理人，并吸收部分骨干分子参加核心组织，甚且加入军情六处，而且通过利害关係和共同的意识形態在香港公务员系统和工商各界形成了一定的亲英势力。吴康民将上述的英国在香港的潜势力称为“港英余孽”，并将其划分为四个梯队：第一梯队以陈方安生为代表人员；第二梯队是在2012年特首选举中主张投弃权票促成流选的，占有荣誉职位的政治人物，被認為是不点名批评自由黨；第三梯队若隐若现的双面人；第四梯队则仍在长期埋伏。其後，吴康民又強調“港英余孽”僅指一小撮人，並非指所有港英高官，比如李少光、叶刘淑仪及林郑月娥等人都不屬於他所稱的港英余孽。
曾在2012年特首选举投弃权票的自由党榮譽主席田北俊在4月23日否認自己是港英餘孽，在社交網站指控吴康民是「文革式的批鬥論調」，并指出吴康民的说法并不代表中央政府。吴康民则反驳称絕非文革式批鬥，只是田北俊對號入座而已
曾於2003年身为全国人大代表缺參加反对23条集会的自由党创党主席李鹏飞在4月24日撰文反驳，表示自己不曾有英国护照，並且曾拒绝当原香港總督彭定康的代理人，批评吴康民亂指控。吴康民則稱李鹏飞不持有英国护照是為了被推荐担任第一届香港特首，否則他便如鄧蓮如一樣到英國当上议院议员了。李鹏飞則否认曾获推荐担任首届特首，一直认同自己是中国人，美国留学时未申领绿卡，1983年港督尤德提出给他英国护照时便被拒绝。
陈方安生则在4月24日“香港2020”成立记者会上回应吴康民称相信香港人眼睛是雪亮的，认为大部分香港市民都相信她真正出发点是为香港好，希望有机会与吴对谈，让吴了解她后放下偏见。

## 泛指眷恋港英时期的香港人
1998年10月15日，《天天日報》刊发的《難道鬼佬叻過唐人》一文中，曾将某傳媒对施政報告滿意度进行電話訪問的部分對象推断为反對特區政府的港英餘孽。
2012年2月28日，BBC中文网上评论文章《香港观察：人非人的香港政治与社会》中称有中國官員指責港人“親英戀殖、港英餘孽”，中国共产党和香港特区政府积极推行去殖民地化，但香港“人心未回歸是事實”，不少人在網上發起群組，緬懷殖民歲月。2012年11月14日，BBC中文网上《香港觀察：港獨啊，港獨》文章多个反对港独的读者反饋中出现了将支持港独者称为“港英餘孽”。
徐承恩在为鄺健銘《港英時代:英國殖民管治術》所做的推荐序《在米字旗下建立命運共同體》中，提到“眷戀前朝的香港人”被基於中國國族主義立場批評為港英餘孽。

### 反对泛化使用
新華社前記者金水在《致暴徒：關於港英，你知道個屁》一文中称，不应该将2019年香港七一衝突期间揮舞著港英旗衝進立法會的年輕人称作“港英餘孽”，首先因该词有侮辱性，其次这些年輕人没有经历过港英时代，不过是「無知」而已。

## 其他使用
2015年6月14日，香港左派政治人物楊光在紅磡世界殯儀舘出殯，香港本土派團體「紅磡人紅磡事」到场抗议，陳梓進在抗议标语中自称“港英余孽”。
香港女演員及歌手趙學而在為馬米高《英文寫真》寫的推薦序中曾自謔“我呢挺港英餘孽對於英文呢單嘢講就無敵”。